# Сутлема
Су́тлема (эст. Sutlema) — деревня в волости Кохила уезда Рапламаа, Эстония. 

## География и описание
Расположена в 6 километрах к западу от волостного центра — посёлка Кохила, и в 21 километре к северу от уездного центра — города Рапла. Высота над уровнем моря — 59 метров.
Официальный язык — эстонский. Почтовый индекс — 79710.

## Население
По данным переписи населения 2011 года, в деревне проживал 181 человек, из них 173 (95,6 %) — эстонцы.
По данным переписи населения 2021 года, в деревне насчитывалось 166 жителей, из них 156 (94,0 %) — эстонцы.
Численность населения деревни Сутлема по данным переписей населения:
| Год  | 1959 | 1970  | 1979 | 1989 | 2000  | 2011  | 2021  |
| ---- | ---- | ----- | ---- | ---- | ----- | ----- | ----- |
| Чел. | 127  | ↗ 141 | ↘ 42 | ↘ 38 | ↗ 193 | ↘ 181 | ↘ 166 |

## История
Первое упоминание о деревне и мызе Сутлема (Сутлем, нем. Sutlem) относится к 1425 году (Suttelemode). В 1920–1930-х годах, после земельной реформы, вокруг мызы возникло поселение Сутлема, в 1977 году получившее официальный статус деревни. В XX веке, благодаря созданию лесничества, началось интенсивное развитие деревни. 
В 1977–1997 годах частью Сутлема была деревня Люманду.

## Образование
В Сутлема работает детский сад.

## Экономика
Лесное хозяйство, деревообработка, производство деревянной мебели, охотничий туризм, пекарня.

## Достопримечательности
Достопримечательностью Сутлема является парк бывший мызы со своеобразной системой прудов.

## Галерея
- Вид на воротную башню из парка
- Вид из воротной башни
- Деревенский парк
- Развалины винно-водочной фабрики
- Открытая сцена в парке
- Жилые дома
- Указатели
- Сосновая аллея
- Лиственничная аллея
- В центре деревни
- Детский сад